# مسألة فرنسا
مسألة فرنسا، المعروفة أيضًا باسم الدائرة الكارولنجية ، هي مجموعة من الأدب والمواد الأسطورية المرتبطة بتاريخ فرنسا، ولا سيما المتعلقة بشارلمان ورفاقه. تنبع الدورة من أغنية البطولة الفرنسية القديمة، وكُيِّفت لاحقًا في مجموعة متنوعة من الأشكال الفنية، بما في ذلك أوبرا عصر النهضة والأوبرا. كانت هذه المسألة، جنبًا إلى جنب مع مسألة بريطانيا، التي كانت تتعلق بالملك آرثر، ومسألة روما ، التي تشتمل على مواد مستمدة من الأساطير الكلاسيكية ومستوحاة منها، إحدى الدورات الأدبية الأوروبية العظيمة التي برزت مرارًا وتكرارًا في أدب العصور الوسطى.

## المسائل الثلاث
مسألة فرنسا هي إحدى "المسائل الثلاث" المذكورة تكرارا في أدب القرون الوسطى. عُورضت بمسألة بريطانيا؛ التاريخ الأسطوري لبريطانيا العظمى، وبرطانية، والملك آرثر، كذلك مسألة روما -التي مثلت تفسيرات شعراء العصور الوسطى للتاريخ والمعتقدات الإغريقية والرومانية.
الأسماء الثلاث استُخدمت لأول مرة من شاعر القرن الثاني عشر جان بودل الفرنسي، مؤلف أغنية الفصول وأغنية البطولة، التي قال فيها
| Ne sont que III matières à nul homme atandant, De France et de Bretaigne, et de Rome la grant. | "مسائل ثلاث فقط لكل امرئ يهتم بنفسه، لفرنسا، ولبريطانيا، ولروما الكبرى" |

## وصف
حوالي عام 1215، حدد برتراند دي بار سور أوبي، في مقدمة كتابه جيرارت دي فيين، تقسيمًا فرعيًا لمسألة فرنسا إلى ثلاث حلقات، والتي اعتمدها العديد من النقاد المعاصرين كوسيلة مفيدة لتجميع أأغاني البطولة .
وقد نلخص تلك الدوائر كما يلي:
- يُنظر إلى Geste du roi ، وشخصيته الرئيسية هي شارلمان، على أنه بطل المسيحية. تحتوي هذه الدورة على أشهر الأغاني، وهي ملحمة رولاند
- La Geste de Garin de Monglane، الذي كانت شخصيته المركزية هي قيلوم البرتقالي، الذي يمكن التعرف عليه من وِلَيم. تعامل هؤلاء مع الفرسان الذين كانوا عادةً أبناء أصغر سناً، وليسوا ورثة ، والذين يسعون إلى الأرض والمجد من خلال القتال مع الكفار. تنتمي القصائد الأربع والعشرون لهذه الإيماءة إلى الجيل الذي أعقب شارلمان، في عهد لويس غير الفعال. تعد أغنية Chanson de Guillaume واحدة من أقدم قصائد هذه البطولات .
- The Geste de Doon de Mayence، حيث البطل، كما في بطولة قيلوم، غالبًا ما يعاني من الظلم الملكي، لكنه يتم دفعه إلى التمرد.

تشمل الشخصيات المركزية في مسألة فرنسا شارلمان وبلاطه، وخاصة رولاند، بطل أغنية رولاند، ورفيقه أوليفر، الذي كان كثيرًا ما يدخل في صراع مع البطل المسلم فيرابراس. في الأصل، احتوت مسألة فرنسا على حكايات عن الحرب والبسالة العسكرية، مع التركيز على الصراع بين الفرنجة والسراسنة أو الموريين خلال فترة شارل مارتل وشارلمان. على سبيل المثال، تدور أغنية ملحمة رولاند حول معركة ممر رونسبال أثناء الغزو الإسلامي لجنوب فرنسا. مع نضوج هذا النوع، أصبحت عناصر الخيال والسحر تميل إلى التراكم في الحكايات. الحصان الخيالي بايارد، على سبيل المثال، هو شخصية متكررة في العديد من الحكايات.
إن الطابع الأساسي لـ"مسألة فرنسا" هو إقطاعي نصراني (في شكل صليبي). على الرغم من اعتبار المسلمين مشركين، إلا أنه لم يتم تصويرهم بالضرورة على أنهم غير شهمين. من المحتمل أن تكون البطولات الأولى قد غناها منشدون، مصحوبة بالكمان التقليدي. ومن الواضح أن المؤلفين كانوا يجهلون حقيقة توحيد الإسلام. يقول D.J.A Ross أنه يبدو أن الناس في العصور الوسطى اعتبروا البطولات تاريخية بشكل عام.
وصف أينهارد في فيتا كارولي كمين باسكي في رونسبال بأنه يقود الحرس الخلفي الفرنجي إلى أسفل الوادي. لم يتردد الشاعر الذي كتب ملحمة رولند في تحديث التكتيكات العسكرية لتشمل هجومًا ثابتًا لسلاح الفرسان من جانب المسلمين، على الرغم من احتفاظه بمناظر طبيعية غير مناسبة للرماح.

## قائمة الأعمال
للحصول على قائمة بالأغاني التي يمكن ربطها بكل دورة من هذه الدورات، راجع أغنية البطولة .

## وفي الأدب اللاحق
بعد فترة أغنية البطولة ، استمرت مسألة فرنسا. أشهر بقاء لها هو فيالملاحم الإيطالية التي كتبها ماتيو ماريا بويارد ولودوفيك أريوست وعدد من المؤلفين الأقل أهمية الذين عملوا على المادة؛ حكاياتهم عن أورلند إناموراتو ("رولند في الحب") و أورلاندو فوريوسو ("رولند المجنون") مستوحاة من أغنية البطولة. هذه الأعمال بدورها ألهمت توركوات تاسوفي تحرير أورشليم وإدموند سبنسر فيملكة الجن،  على الرغم من أن هذه الأعمال الأخيرة قد تم فصلها عن مسألة فرنسا ووضعها في الإعدادات الخاصة بالحملة الصليبية الأولى وصورة أرض جن خيالية.
رس غير الموتم العثور أيضًا على حكايات مسألة فرنسا في اللغة النوردية القديمة، حيث كُتبت ملحمة شارلمان في القرن الثالث عشر في النرويج؛  يحتوي على ملخص لأهم قصص الدورة. في الواقع، حتى النهضة الكبرى في القرن التاسع عشر التي بثت حياة جديدة في حلقة آرثر، كانت مسألة فرنسا تتمتع بشهرة مماثلة لتلك التي تتمتع بها مسألة بريطانيا.
لقد استخدم الأدب الخيالي الحديث مسألة فرنسا بشكل أقل بكثير من مسألة بريطانيا، على الرغم من أن إل. سبراغ دي كامب وفليتشر برات وضعا إحدى قصصهما في هارولد شيا (قلعة الحديد) في عالم مسألة فرنسا، وأندرسن يشير كتاب "ثلاثة قلوب وثلاثة أسود" إلى مسألة فرنسا. من خلال كتاب أندرسون، كان لمسألة فرنسا أيضًا بعض التأثير على لعبة سجون وتنانين الشهيرة. رواية إيتالو كالفين الخيالية الفارس غير الموجود تدور أحداثها أيضًا في هذا العالم.

## ملحوظات
1. ↑  Classen، Albrecht، المحرر (2015). Handbook of Medieval Culture: Fundamental Aspects and Conditions of the European Middle Ages. Berlin, Germany: De Gruyter. ج. 2. ص. 893. ISBN:978-3-11-037763-7. مؤرشف من الأصل في 2023-08-17. اطلع عليه بتاريخ 2016-07-17.
2. ↑  Janin، Hunt؛ Carlson، Ursula (2013). Mercenaries in Medieval and Renaissance Europe. Jefferson, NC, USA: McFarland. ص. 32. ISBN:978-1-4766-1207-2. مؤرشف من الأصل في 2023-08-17. اطلع عليه بتاريخ 2016-07-17.
3. ↑  Giardina, Henry. "Mad with Desire (Kind Of)", The Paris Review, June 24, 2014 نسخة محفوظة 2023-10-13 على موقع واي باك مشين.
4. ↑  Ker, W.P., "Metrical Romances, 1200–1500", The Cambridge History of English and American Literature Vol. I, (1907–21) نسخة محفوظة 2023-05-21 على موقع واي باك مشين.

## روابط خارجية
- مسألة فرنسا بقلم أليكس كاي
- الأساطير: الأنصار والأمراء بقلم باولا كيت مارمور
- كيف حارب أوليفر من أجل فرنسا والإيمان بقلم أغنيس جروزييه هربرتسون
- حفظ التمريرات بواسطة أغنيس جروزير هربرتسون